# Abborrtjärnen (Norsjö socken, Västerbotten, 721974-168007)
Abborrtjärnen är en sjö i Norsjö kommun i Västerbotten och ingår i Skellefteälvens huvudavrinningsområde.